# Estadi Karađorđe
L'Estadi Karađorđe o Karadjordje (en serbi: Stadion Karađorđe, ciríl·lic: Стадион Карађорђе), anteriorment conegut com a Estadi Vojvodina, és un estadi multipropòsit en Novi Sad, Sèrbia. En l'actualitat s'utilitza sobretot per a partits de futbol i és la seu del FK Vojvodina. L'estadi és capaç d'albergar fins a 15 000 espectadors, després d'una remodelació que va ampliar la capacitat de 15 754 asseguts.  Després d'aquesta remodelació, va ser la seu el 2009 del Campionat Europeu d'Atletisme júnior.

## Nom

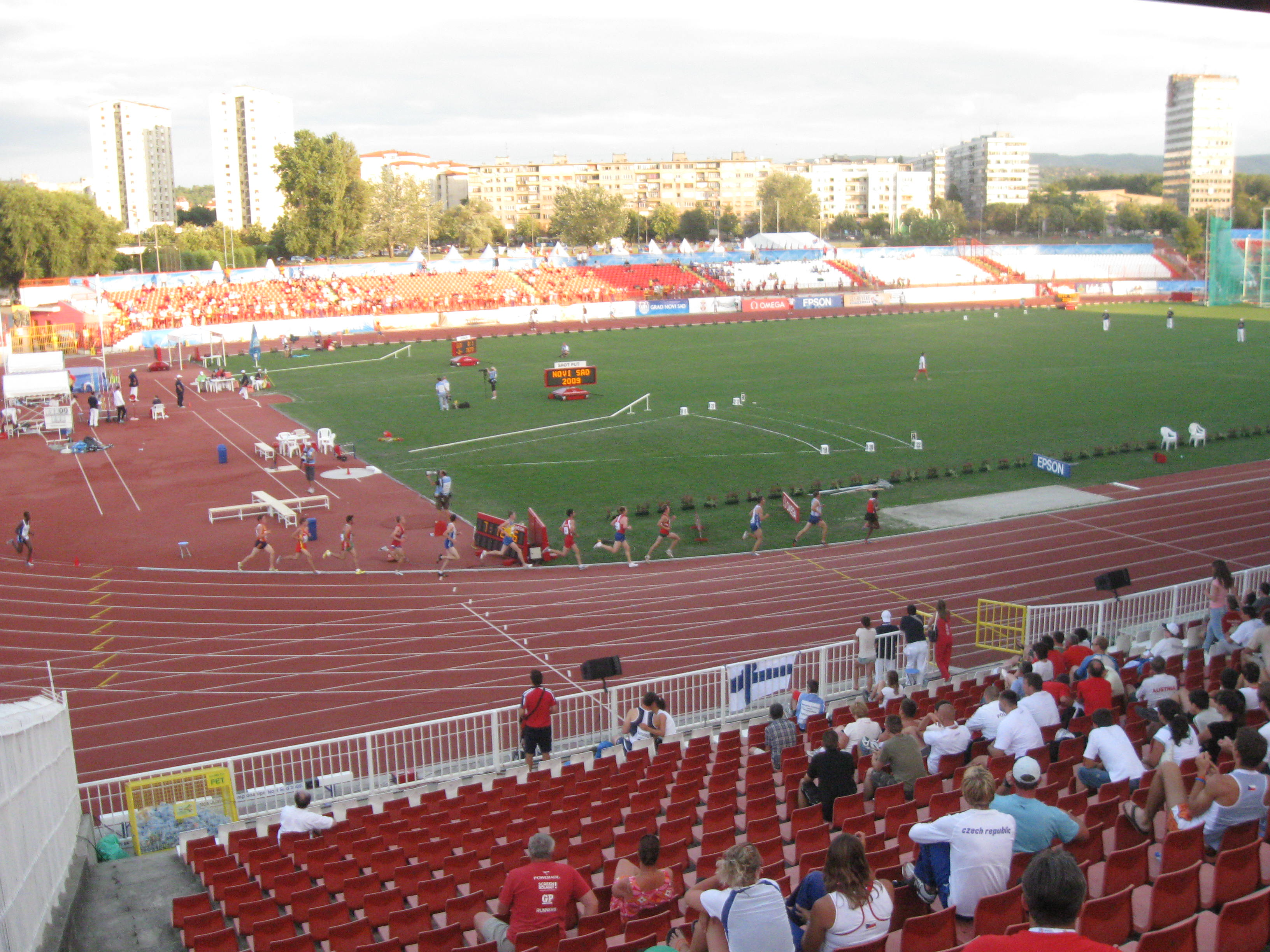
L'Estadi Karadjordje, durant la celebració del XX Campionat Europeu d'Atletisme Júnior, en 2009.

Anteriorment, era conegut com a Estadi Municipal (en serbi: Градски стадион o Gradski Stadion). En 2007, l'estadi va ser canviat de nom com a Estadi Karađorđe en honor a Karađorđe Petrović, el líder del Primer Aixecament Serbi contra l'Imperi otomà i fundador de la Casa Reial de Karađorđević. De totes maneres, Estadi Karađorđe va ser en realitat el nom original de l'estadi, utilitzat des de la seva construcció en 1924 fins al final de la Segona Guerra Mundial.

## Remodelacions
El 2004 hi va ser instal·lada una nova pista d'atletisme, per a albergar un grup de la Copa d'Europa d'Atletisme. Posteriorment va ser escenari d'altres dues importants competicions: els Jocs Atlètics dels Balcans el 2005 i de nou un grup de la Copa d'Europa el 2006.
Com a part de la remodelació necessària per al XX Campionat Europeu d'Atletisme Júnior, celebrat al juliol de 2009, una part de l'estadi va ser reconstruïda, permetent albergar 20 000 espectadors asseguts. A més, es va instal·lar un nou videomarcador de 43 m².